# Hatchback
Hatchback er en betegnelse, der i almindelighed anvendes om biler, hvor bagpartiet har en stor skrå bagklap fra tagkanten og ned. Denne karrosseritype er meget populær i den mindre modelklasse på grund af sin store anvendelighed. På mange af disse modeller kan man udvide bagagerummet ved at fælde bagsæderyglænet frem. Hatchback kan også kaldes for "5 dørs" eller "3 dørs", da bagklappen betragtes som en dør ind i bilen.